# От семьи не убежишь
«От семьи не убежишь» (фр. La ch'tite famille) — французский комедийный фильм с Дени Буном, Лоранс Арне, Валери Боннетон, Лин Рено и Ги Леклюизом в главных ролях.

## Сюжет
Успешный парижский дизайнер мебели Валентин всю свою взрослую жизнь скрывал свою семью, боясь, что высокое общество Парижа не оценит провинциальных манер его небогатой родни. Даже его жена и партнёр по бизнесу Констанс считала его сиротой. Валентин разрабатывает концептуальную мебель, эффектную, но крайне неудобную в быту. Супруги готовятся к большой выставке и возможному контракту с сетью отелей Sofitel. Мама Валентина очень переживала по поводу отдаления сына. На юбилей мамы семья приезжает на выставку Валентина и Констанс.
Встреча родных в роскошной, пафосной квартире Валентина выходит неловкой, заканчивается ссорой. Валентин чувствует, что не может больше постоянно врать и хочет признаться в прессе во всём. Для сохранения репутации тесть, Александр, пытается остановить и случайно сбивает Валентина на машине. Вследствие травмы головы тот теряет память и, очнувшись в больнице, думает, что ему всё ещё 17 лет. Валентин забывает манеры, жену, образование и переходит на местечковый сленг. Констанс готова на всё, ради того, чтобы к мужу вернулась память, даже изучает вульгарный говор, так как супруги перестали понимать друг друга. Положением Валентина пользуется Александр: впавший в детство подписывает документы, по которым владельцем компании становится тесть. Жена и семья делают всё, чтобы память к нему вернулась, и чудо случается. Валентин вспоминает обидчика и возвращает свою собственность. Валентин с женой посещают родителей. Большая семья устраивает празднование дня рождения мамы. Дизайнер пересматривает подход к своей работе и отныне собирается разрабатывать  мебель другого рода — столь же сомнительной функциональности, но с уклоном в «попсу» и стилизацию под народность и провинциализм.

## В ролях
| Актёр           | Роль                      |
| --------------- | ------------------------- |
| Дани Бун        | Валентин                  |
| Валери Боннетон | Лулу, жена Гюстава        |
| Лин Рено        | Сюзанн, мама Валентина    |
| Лоранс Арне     | Констанса, жена Валентина |
| Ги Леклюйз      | Гюс, брат Валентина       |
| Франсуа Берлеан | Александр, отец Констансы |
| Пьер Ришар      | Жак, отец Валентина       |
| Жулиана Лепуро  | Дафф Дэниелс              |
| Стефан Пезерат  | логопед                   |
| Кад Мерад       | в роли себя               |
| Паскаль Обиспо  | в роли себя               |

## Производство
Съемки фильма проходили в Париже, Франция.

## Критика
Фильм получил смешанные отзывы кинокритиков. На сайте Rotten Tomatoes фильм имеет рейтинг 33 % на основе 6 рецензий со средним баллом 4,1 из 10. На сайте Metacritic фильм имеет оценку 42 из 100 на основе 28 рецензий критиков, что соответствует статусу «смешанные или средние отзывы»[17].
На сайте Internet Movie Database фильм имеет оценку 5,5/10 (689 голосов).